# Lucia Drábiková
Lucia Drábiková (ur. 12 czerwca 1977) – psycholog i polityk słowacka, posłanka do Rady Narodowej z ramienia partii Zwyczajni Ludzie i Niezależne Osobistości wybrana w wyborach parlamentarnych w 2020 roku.